# 도하 스포츠 스타디움
도하 스포츠 스타디움(아랍어: اســتــاد الدوحــة الرياضي, 영어: Doha Sports Stadium)은 카타르 도하에 있는 축구 경기장이다. 현재 유소년 또는 아마추어 경기장으로 쓰이고 있다. 경기장에는 2,000명을 수용할 수 있다.